# Villa Giustiniani Massimo
La 'villa Giustiniani Massimo' è una villa secentesca che si estendeva tra le attuali via Merulana, via Tasso, viale Manzoni e piazza San Giovanni in Laterano.

## Storia
Fu voluta dal marchese Vincenzo Giustiniani, principe di Bassano e depositario della Camera Apostolica, il quale, dopo aver acquisito nel 1605 un terreno coltivato a vigna, vi fece erigere una dimora sfarzosa. 

Così la descrive Filippo Titi nella sua opera: 
Nel 1802 subentrò nella proprietà la famiglia Massimo e, per questa via, nel 1848 la villa passò ai Lancellotti, che, nel 1871, in seguito al progetto di lottizzazione dell'Esquilino, vendettero il vasto parco come area edificabile: mentre il parco iniziò così a scomparire sotto l'espansione della città, nel 1885 il monumentale portale del muro di cinta della villa fu ceduto allo Stato italiano. L'architettura fu riposizionata nel 1931 come ingresso alla villa Celimontana al Celio, dove tuttora si trova.
Nel 1948 la villa fu acquistata dalla Custodia di Terra Santa, della quale ospita oggi la Delegazione per l'Italia.

## Descrizione
Della collezione originaria dei Giustiniani, ora dispersa tra vari musei e raccolte private, rimane in situ la cosiddetta "statua di Giustiniano", un pastiche voluto nel 1638 dal principe Andrea Giustiniani, che commissionò ad Arcangelo Gonnelli un'opera che sottolineasse la pretesa discendenza della famiglia dall'imperatore Giustiniano. Fu scelto un colossale torso acefalo di marmo greco, che fu integrato abbondantemente, mentre per la testa ci si rifece a un ritratto giovanile di Marco Aurelio, trasformandolo nel personaggio eponimo, raffigurato nel fiore dell'età; la statua risultante, alta circa quattro metri, fu poi collocata nell'attuale posizione nel 1742 da Giovan Battista Giustiniani, come informa l'epigrafe murata sul lato meridionale del casino.
Sotto la proprietà dei Massimo, tra il 1817 e il 1829, le tre sale della dimora sul lato giardino furono affrescate dai Nazareni: gli Episodi dell'Orlando Furioso (Stanza dell'Ariosto) da Julius Schnorr von Carolsfeld (1822-27), gli Episodi della Gerusalemme Liberata (Stanza del Tasso) da Johann Friedrich Overbeck con interventi del boemo Führich (1819-27); nella Stanza di Dante furono attivi Philipp Veit e Joseph Anton Koch (1818-28), autori della famosissima sintesi delle Tre Cantiche.
Le Tre Cantiche di Veit e Koch nella Stanza di Dante
Philipp Veit dipinse il Paradiso sulla volta, invece Joseph Anton Koch realizzò l'Inferno e il Purgatorio sulle quattro pareti della stanza.
Il primo episodio è Dante nella Selva con le Fiere e Virgilio. Sono rappresentate due scene: una a sinistra, in cui Dante dorme, e l'altra nella parte centrale. In quest'ultima scena vediamo Dante, circondato dalle Tre Fiere (la Lonza, il Leone e la Lupa) mentre cerca di scappare, e l'anima del poeta romano Virgilio che lo saluta e lo invita a viaggiare nell'Oltretomba. 
Segue l'Inferno, in cui vengono rappresentate diverse scene di tutta la cantica. A sinistra si vedono gli Ignavi (che corrono dietro una bandiera senza insegna) e Caronte che sta traghettando gli Spiriti Dannati verso Minosse, il Giudice Infernale. Minosse è proprio al centro della parete, con una coda di serpente, circondato da Spiriti Dannati terrorizzati. In basso a destra, i Diavoli trascinano i Dannati nei Gironi Infernali, di cui si vedono le fiamme. Poi, nuovamente a sinistra, c'è Cerbero, il cane a tre teste: siamo quindi nel terzo Girone, quello dei Golosi. Il racconto prosegue in alto a destra con Dante e Virgilio che, per passare dal settimo all'ottavo Girone, cavalcano Gerione (il grande mostro con la testa umana). In basso a sinistra ci sono i Ladri (ottavo Girone) che vengono morsi da salamandre e serpenti. Infine, accanto ai Ladri, troviamo il Conte Ugolino della Gherardesca che morde il cranio dell'arcivescovo Ruggieri, entrambi presenti nel nono e ultimo Girone.
La cantica del Purgatorio è rappresentata in due pareti. In quella accanto all'Inferno c'è l'affresco chiamato La nave del Purgatorio. La scena iniziale occupa la parte inferiore della parete, dove vediamo la barca traghettata da un angelo con gli Spiriti Penitenti (tra cui, con la cetra, Casella, grande amico di Dante). Poi, a destra, Koch dipinse il racconto del soldato Buonconte da Montefeltro: quando morì, un angelo e un diavolo lottarono per la sua anima. Vinse l'angelo e il diavolo gettò il corpo del soldato nel fiume. A sinistra, invece, c'è la Valletta dei Principi in cui due angeli stanno mandando via il serpente del peccato originale con due spade. Al centro, vediamo Dante e Virgilio inginocchiati davanti a un angelo, con le chiavi della porta del Purgatorio.
Nell'affresco Il Purgatorio presente nella parete successiva, è rappresentato il Purgatorio vero e proprio. Infatti, nell'affresco precedente, troviamo solo episodi avvenuti nell'Antipurgatorio. In questo affresco, ci sono tutti e sette i Gradoni del secondo Regno dell'Oltretomba. Il primo, quello dei Superbi, è in basso: uno spirito sta portando un macigno sulle sue spalle con su scritto TE DEUM LAUDAMUS. Sempre nella parte inferiore, ma a destra, ci sono il secondo e il terzo Gradone, rispettivamente con gli Spiriti Invidiosi (che hanno gli occhi cuciti) e con gli Iracondi (immersi in una nebbia molto fitta, in cui sono raffigurati anche Dante e Virgilio). Seguono, al centro, il quarto Gradone (con gli Accidiosi, a destra) e il quinto (con Avari e Prodighi, a sinistra). In quest'ultimo gradone si vedono un papa e un re: il papa è Adriano V mentre il re è Ugo Capeto. Poi, nel sesto Gradone, sono presenti i Golosi, magrissimi, che cercano di cogliere i frutti da un albero, e, nel settimo, i Lussuriosi avvolti dal fuoco. Il sesto e il settimo Gradone sono nella parte alta della parete, rispettivamente a sinistra e a destra.
Infine, sulla volta della Stanza di Dante, Veit affrescò il Paradiso. Il nome dell'affresco è I Cieli dei Beati e l'Empireo. I Cieli sono raffigurati in senso antiorario e l'Empireo è al centro della volta. Guardando il primo Cielo, quello della Luna, notiamo che c'è una nuova guida al posto di Virgilio: è Beatrice, la donna di cui Dante si era perdutamente innamorato morta prematuramente. Il Cielo della Luna ospita gli Spiriti mancanti ai Voti: sono qui rappresentate Piccarda Donati, una donna fiorentina, e l'imperatrice Costanza d'Altavilla, madre di Federico II di Svevia. Nel Cielo di Mercurio, il secondo, ci sono gli Spiriti attivi per la Gloria Terrena, tra cui Giustiniano, l'Imperatore bizantino che voleva ripristinare l'Impero romano; nel terzo Cielo, il Cielo di Venere, sono presenti gli Spiriti Amanti (tra cui Raab, la donna di Gerico che salvò i soldati di Giosuè). Nel Cielo del Sole (il quarto), Dante e Beatrice sono raffigurati in mezzo agli Spiriti Sapienti, tra cui San Tommaso d'Aquino, all'estrema sinistra; il quinto Cielo è quello di Marte, con la Croce Latina formata dagli Spiriti Combattenti e Dante che dialoga con il suo antenato Cacciaguida. Nel sesto Cielo, quello di Giove con gli Spiriti Giudicanti, ci sono l'imperatore Traiano a sinistra e David, re d'Israele, a destra; il settimo Cielo è quello di Saturno, in cui ci sono gli Spiriti Contemplanti, tra cui San Benedetto da Norcia. Infine, nel Cielo delle Stelle Fisse, Dante è inginocchiato davanti a San Pietro, San Giovanni Evangelista e Adamo. Non c'è il nono Cielo, il Primo Mobile. L'Empireo è al centro: ci sono Dante e San Bernardo di Chiaravalle davanti a Maria e alla Santissima Trinità.